# Eleição municipal de São Gonçalo em 2012
As eleições municipais de São Gonçalo, múnicipio do Rio de Janeiro, em 2012, ocorreram no dia 7 de outubro (1° turno) e 28 de outubro (2° turno) e elegeram 1 (um) prefeito, mais o vice de seu partido ou coligação e 27 vereadores para a Câmara Municipal de São Gonçalo. O prefeito e o vice-prefeito eleitos assumiram os cargos no dia 1 de janeiro de 2013 com término no dia 31 de dezembro de 2016. Com 56,78% dos votos válidos, o deputado federal Neilton Mulim (PR) foi eleito, derrotando no segundo turno Adolfo Konder, candidato do PDT, que obteve 34,90% dos votos válidos.

## Candidatos a prefeito
| Candidato a prefeito     | Candidato a vice-prefeito   | Número Eleitoral | Coligação                                                                 | Tempo de horário eleitoral |
| ------------------------ | --------------------------- | ---------------- | ------------------------------------------------------------------------- | -------------------------- |
| Adolfo Konder (PDT)      | Miguel Moraes (PT)          | 12               | Juntos Pra Mudança Não Parar PDT, PT, PSC, PMN, PTC, PRP, PCdoB, PSD, PPL |                            |
| Neílton Mulim (PR)       | Mariângela Valviesse (PSDB) | 22               | Valorizando Você PR, PSDB, DEM, PSDC, PTB                                 |                            |
| Graça Matos (PMDB)       | Rafael do Gordo (PSB)       | 15               | Unindo Forças Por São Gonçalo PMDB, PSB, PV, PPS, PTdoB, PSL, PRTB, PTN   |                            |
| Alice Tamborindeguy (PP) | Navega (PP)                 | 11               | sem coligação                                                             |                            |
| Prof° Josemar (PSOL)     | Luciana Araújo (PCB)        | 50               | Acorda São Gonçalo! PSOL, PCB                                             |                            |
| Mauro Sérgio (PHS)       | Márcio Lopes (PHS)          | 31               | sem coligação                                                             |                            |
| Dayse Oliveira (PSTU)    | Guilherme (PSTU)            | 16               | sem coligação                                                             |                            |

## Transmissão
A veiculação da propaganda eleitoral gratuita, em bloco e inserções, na televisão, foi ao ar pela TV Record Rio de Janeiro, através de critério de audiência local e do "Painel Nacional de Televisão", que determina a geração de propaganda eleitoral no estado do Rio de Janeiro proporcionalmente com seu colégio eleitoral. Já a veiculação através do rádio, também em bloco e inserções, foi ao ar em quatro emissoras concedidas no município, sendo três em FM e uma em AM.

## Resultados

### Primeiro turno
| Candidatos               | Votos   | %     |
| ------------------------ | ------- | ----- |
| Adolfo Konder (PDT)      | 192.727 | 41,65 |
| Neílton Mulim (PR)       | 116.721 | 25,22 |
| Graça Matos (PMDB)       | 113.235 | 24,47 |
| Prof° Josemar (PSOL)     | 19.510  | 4,22  |
| Alice Tamborindeguy (PP) | 15.494  | 3,35  |
| Dayse Oliveira (PSTU)    | 2.576   | 0,56  |
| Mauro Sérgio (PHS)       | 2.494   | 0,54  |

### Segundo turno
| Candidatos                  | Votos   | %     |
| --------------------------- | ------- | ----- |
| Neílton Mulim (PR) - eleito | 265.579 | 56,78 |
| Adolfo Konder (PDT)         | 202.157 | 43,22 |

### Vereadores eleitos
Em São Gonçalo foram eleitos vinte e sete (27) vereadores.
| Candidato              | Partido |
| ---------------------- | ------- |
| Jorge Mariola          | PDT     |
| Dr. Fábio Farah        | PDT     |
| Dudu do Catarina       | PDT     |
| Ricardo Pericar        | PDT     |
| Geiso do Castelo       | PDT     |
| Dejorge Patrício       | PR      |
| Nivaldo Mulim          | PR      |
| Armando Martins        | PR      |
| Gilson do Cefen        | PR      |
| Lecinho                | PMDB    |
| Iza                    | PMDB    |
| Thiago da Marmoraria   | PMDB    |
| Cici Maldonado         | PMDB    |
| Marlos Costa           | PT      |
| Professor Paulo        | PT      |
| Diego São Paio         | PRP     |
| Giovani Raios de Sol   | PRP     |
| Diney                  | PSB     |
| Russo da Marmoraria    | PSB     |
| José Carlos Vicente    | PSDC    |
| Capitão Nelson         | PSC     |
| Marco Rodrigues        | PSD     |
| Maciel                 | PTN     |
| Alexandre Gomes        | PRTB    |
| Alex da Agência        | PSD     |
| Amarildo Aguiar        | PV      |
| Dr. Frederico Pediatra | PTdoB   |